# 1896 w muzyce
Wydarzenia muzyczne w 1896 roku.

## Wydarzenia
- 4 stycznia – w Wiener Musikverein miało miejsce prawykonanie polki „Liebe und Ehe” op. 465 Johanna Straussa (syna)[1][2]
- 5 stycznia – w barcelońskim Gran Teatre del Liceu miała miejsce prapremiera pierwszej wersji opery Pepita Jiménez Isaaca Albéniza[1][2][3]
- 10 stycznia – w Brnie odbyło się prawykonanie „Sonatiny” op. 100 Antonína Dvořáka[1][2][4]
- 15 stycznia – w Kopenhadze odbyło się prawykonanie „Sonaty skrzypcowej nr 1” op. 9 Carla Nielsena[1][2][5]
- 23 stycznia – w Bostonie odbyło się prawykonanie „Suity nr 2” op. 48 Edwarda MacDowella[6]

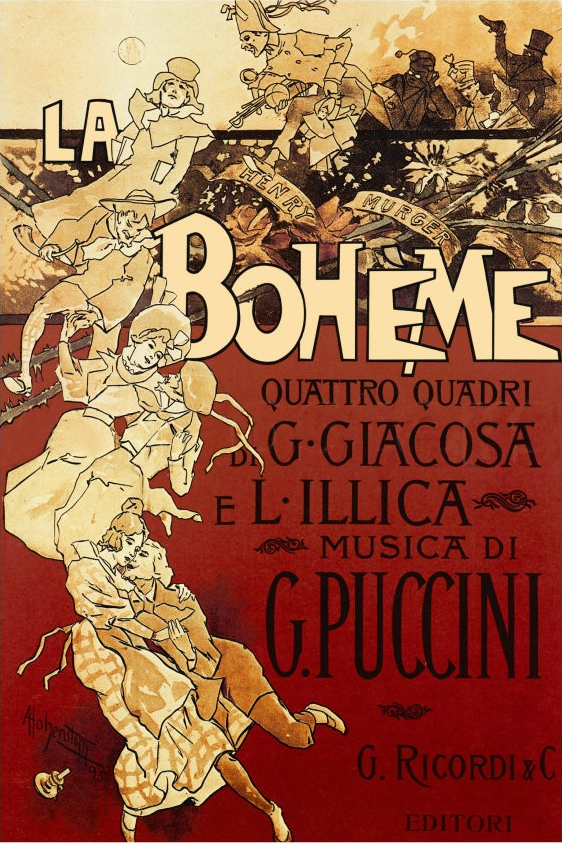
Plakat do opery Cyganeria Giacoma Pucciniego (1896)

- 1 lutego – w turyńskim Teatro Regio miała miejsce prapremiera opery Cyganeria Giacoma Pucciniego[1][2][7]
- 4 lutego – w Wiedniu odbyło się prawykonanie pieśni „Sommerabend” op. 85 nr 1 Johannesa Brahmsa[1][2]
- 10 lutego – w wiedeńskiej Sofiensaal miało miejsce prawykonanie galopu „Klipp-Klapp” op. 466 Johanna Straussa (syna)[1][2]
- 20 lutego – w Sankt Petersburgu odbyło się prawykonanie „Andante and Finale” op. 79 Piotra Czajkowskiego dokończone przez Siergieja Taniejewa[1][2][8]
- 27 lutego – w wiedeńskim Deutschordenskirche miało miejsce prawykonanie „Hochzeits-Praeludium” op. 469 Johanna Straussa (syna)[1][2]
- 2 marca
  - w Pesaro odbyła się premiera opery Zanetto Pietro Mascagniego[1][2][9]
  - w Londynie odbyła się premiera opery Shamus O’Brien op. 61 Charlesa Villiersa Stanforda[1][2][10]
- 6 marca – w Bostonie miało miejsce prawykonanie „Suity na orkiestrę” op. 36 Arthura Foote[1][2][11]
- 7 marca
  - w Sankt Petersburgu odbyło się prawykonanie uwertury „The Storm” op. 76 Piotra Czajkowskiego[1][2][12]
  - w londyńskim Savoy Theatre miała miejsce premiera operetki The Grand Duke Arthura Sullivana[1][2][13]
- 10 marca – w rzymskim Teatro Argentina miała miejsce prapremiera opery Chatterton Ruggera Leoncavalla[1][2][14]
- 15 marca – w Wiener Musikverein miało miejsce prawykonanie marsza „Es war so wunderschön” op. 467 Johanna Straussa (syna)[1][2]
- 16 marca – w Berlinie odbyło się prawykonanie „Lieder eines fahrenden Gesellen” Gustava Mahlera[1][2]
- 19 marca – w londyńskiej Queen’s Hall miało miejsce prawykonanie „Koncertu wiolonczelowego” op. 104 Antonína Dvořáka[1][2][15]
- 20 marca – w Wiedniu odbyło się prawykonanie pieśni „Regenlied” op. 59 nr 3 Johannesa Brahmsa[1][2]
- 28 marca – w mediolańskiej La Scali miała miejsce prapremiera opery Andrea Chénier Umberto Giordano[1][2][16]
- 6 kwietnia – w Monte Carlo odbyła się prapremiera opery Ghiselle Césara Francka[1][2][17]
- 13 kwietnia
  - w Helsinkach miało miejsce prawykonanie suity „Lemminkäinen” op. 22 Jeana Sibeliusa[1][2]
  - w bostońskim Tremont Theatre miała miejsce prapremiera operetki El Capitan Johna Sousy[1][2][18]
- 21 kwietnia – w Worcester odbyło się prawykonanie kantaty „From the Bavarian Highlands” op. 27 Edwarda Elgara[1][2]
- 1 maja
  - w londyńskiej St James’s Hall odbyło się prawykonanie pieśni „Pleurs d’or” op. 72 Gabriela Fauré[1][2][19]
  - otwarto Teatr Komedii w Budapeszcie[20]
- 2 maja – w Paryżu odbyło się prawykonanie walca „Valse-Caprice No.4” op. 62 oraz „Barcarolle No.5” op. 66 Gabriela Fauré[1][2]
- 5 maja – w paryskiej Salle Érard miała miejsce prawykonanie „Sonaty fortepianowej nr 2” op. 19 Aleksandra Skriabina[1][2]
- 7 maja – w Springfield miało miejsce prawykonanie „Lochinvar” George’a Whitefielda Chadwicka[1][2]
- 8 maja – w Konserwatorium Mediolańskim miało miejsce prawykonanie „Berceuse” op. 105 Camille’a Saint-Saënsa[1][2]
- 21 maja – w Paryżu odbyło się prawykonanie walca „Valse Mignonne” op. 104 Camille’a Saint-Saënsa[1][2]
- 26 maja – w Kristianie (Oslo) odbyło się prawykonanie „Kristianiensernes sangerhilsen” („Greetings from Christiania’s Singers”) EG 173 Edvarda Griega[1][2]
- 2 czerwca – w paryskiej Salle Pleyel miało miejsce prawykonanie „Koncertu fortepianowego nr 5” op. 103 oraz „Sonaty skrzypcowej nr 2” op. 102 Camille’a Saint-Saënsa[1][2]
- 7 czerwca – w Mannheim odbyła się prapremiera opery Der Corregidor Hugo Wolfa[1][2][21]
- 23 lipca – w Krakowie odbyła się prapremiera opery Goplana z muzyką Władysława Żeleńskiego i librettem Ludomiła Germana na podstawie Balladyny Juliusza Słowackiego
- 9 września – w Wiedniu odbyło się prawykonanie „Deutschmeister Jubiläums-Marsch” op. 470 Johanna Straussa (syna)[1][2]
- 23 września – w Dreźnie odbyło się prawykonanie „Der vierjährige Posten” D.190 Franza Schuberta[1][2]
- 9 października
  - w Pradze miało miejsce prawykonanie „Kwartetu smyczkowego nr 13” op. 106 Antonína Dvořáka[1][2]
  - w Norwich odbyło się prawykonanie ballady „Phaudrig Crohoore” op. 62 Charlesa Villiersa Stanforda[1][2][22]
- 20 października – w Pradze odbyło się prawykonanie „Kwartetu smyczkowego nr 14” op. 105 Antonína Dvořáka[1][2][23]
- 26 października – w Londynie odbyło się prawykonanie poematy symfonicznego „The Golden Spinning Wheel” op. 109 Antonína Dvořáka[1][2][24]
- 30 października
  - w Hanley odbyło się prawykonanie kantaty „Scenes from the Saga of King Olaf” op. 30 Edwarda Elgara[1][2][25]
  - w Bostonie odbyło się prawykonanie Symfonii gaelickiej e-moll op. 32 Amy Beach[1][2][26]
- 7 listopada – w Helsinkach odbyła się prapremiera opery The Maiden in the Tower (Jungfrun i tornet) Jeana Sibeliusa[1][2]
- 8 listopada – w paryskim Ogrodzie Luksemburskim miało miejsce prawykonanie kantaty „Sérénade à Watteau” Gustave’a Charpentiera[1][2][27]
- 14 listopada – w Londynie odbyło się publiczne prawykonanie poematu symfonicznego „The Water Goblin” op. 107 Antonína Dvořáka[1][2][28]
- 17 listopada – w Sankt Petersburgu odbyło się prawykonanie V symfonii op. 55 Aleksandra Głazunowa[29]
- 21 listopada – w Londynie odbyło się publiczne prawykonanie poematu symfonicznego „The Noon Witch” op. 108 Antonína Dvořáka[1][2][30]
- 27 listopada
  - we Frankfurcie nad Menem odbyło się prawykonanie poematu symfonicznego „Also sprach Zarathustra” op. 30 Richarda Straussa[1][2][31]
  - w lipskim Stadttheater miała miejsce prapremiera opery Kukułka Ferenca Lehára[1][2]
- 3 grudnia – w Lyonie odbyła się prapremiera baletu Javotte Camille’a Saint-Saënsa[1][2]
- 8 grudnia – w Londynie odbyło się prawykonanie pieśni „The Clown’s Songs” op. 65 Charlesa Villiersa Stanforda[1][2]
- 10 grudnia – w londyńskiej St James’s Hall miało miejsce prawykonanie „Thème et variations” op. 73 Gabriela Fauré[1][2]
- 12 grudnia – w Helsinkach odbyło się prawykonanie pieśni „Laulu Lemminkäiselle” („A Song for Lemminkäinen”) op. 31 nr 1 Jeana Sibeliusa[1][2][32]
- 14 grudnia – we Frankfurcie nad Menem odbyło się prawykonanie „Trio na fortepian, skrzypce i wiolonczelę” op. 8 Hansa Pfitznera[1][2]
- 21 grudnia – w bostońskiej Association Hall miało miejsce prawykonanie „Kwartetu smyczkowego nr 4” George’a Whitefielda Chadwicka[1][2]

## Urodzili się
- 8 stycznia – Jaromír Weinberger, amerykański kompozytor pochodzenia czeskiego (zm. 1967)
- 13 stycznia – Nikołaj Pieczkowski, rosyjski aktor i śpiewak operowy (tenor) (zm. 1966)
- 20 stycznia – Elmer Diktonius, fiński prozaik i poeta, piszący w języku szwedzkim, krytyk muzyczny i literacki, kompozytor (zm. 1961)
- 16 lutego – Charles Panzéra, francuski śpiewak operowy (baryton) i pedagog muzyczny pochodzenia szwajcarskiego (zm. 1976)
- 24 lutego – Hieronim Żuczkowski, polski śpiewak klasyczny i aktor teatralny (zm. 1971)
- 26 lutego
  - Eduard Flipse, holenderski dyrygent (zm. 1972)
  - Tauno Hannikainen, fiński dyrygent i wiolonczelista (zm. 1968)
- 29 lutego – Wladimir Vogel, szwajcarski kompozytor (zm. 1984)
- 1 marca – Dimitri Mitropoulos, grecki dyrygent, pianista, kompozytor (zm. 1960)
- 6 marca – Wacława Sakowicz, polska pianistka, kameralistka, pedagog (zm. 1987)
- 29 marca – Zbigniew Dymmek, polski pianista, kompozytor, dyrygent i pedagog muzyczny (zm. 1948)
- 4 kwietnia – Marion Harris, amerykańska piosenkarka (zm. 1944)
- 8 maja – Paweł Lewiecki, polski pianista i pedagog muzyczny (zm. 1974)
- 19 maja – Kerstin Thorborg, szwedzka śpiewaczka operowa (alt) (zm. 1970)
- 26 maja
  - Olga Martusiewicz-Maresch, polska pianistka, pedagog (zm. 1962)
  - Jenő Pártos, węgierski kompozytor i autor tekstów piosenek (zm. 1963)
- 10 lipca – Stefan Askenase, polsko-belgijski pianista i pedagog żydowskiego pochodzenia (zm. 1985)
- 13 lipca – Adam Rapacki, polski dyrygent, śpiewak i kompozytor (zm. 1935)
- 15 lipca – Stefan Sobierajski, polski działacz muzyczny, pedagog, folklorysta (zm. 1973)
- 20 lipca – Rudolf Kolisch, austriacki skrzypek, dyrygent i pedagog (zm. 1978)
- 7 sierpnia – Ernesto Lecuona, kubański kompozytor, pianista i lider orkiestry (zm. 1963)
- 26 sierpnia – Phil Baker, amerykański komik, aktor, akordeonista i kompozytor (zm. 1963)
- 27 sierpnia – Lew Termen, rosyjski fizyk, wiolonczelista (zm. 1993)
- 1 września – Simon Barer, rosyjski pianista (zm. 1951)
- 2 września – Rosetta Pampanini, włoska śpiewaczka operowa (sopran) (zm. 1973)
- 13 września – Tadeusz Szeligowski, polski kompozytor, pedagog, prawnik i animator życia muzycznego (zm. 1963)
- 24 września – Tadeusz Sygietyński, polski kompozytor, dyrygent, kierownik artystyczny zespołu „Mazowsze” (zm. 1955)
- 25 września – Roberto Gerhard, hiszpański kompozytor (zm. 1970)
- 17 października – Stanisław Węsławski, polski adwokat, kompozytor utworów fortepianowych i pieśni (zm. 1942)
- 21 października – Gerhard Zeggert, niemiecki muzyk kościelny, organista, dyrygent i kompozytor (zm. 1977)
- 28 października – Howard Hanson, amerykański kompozytor, dyrygent i pedagog (zm. 1981)
- 31 października
  - Ralph Erwin, austriacki kompozytor muzyki rozrywkowej i filmowej (zm. 1943)
  - Pedro de Freitas Branco, portugalski dyrygent i kompozytor (zm. 1963)
  - Ethel  Waters, afroamerykańska wokalistka bluesowa i jazzowa oraz aktorka (zm. 1977)
- 25 listopada – Virgil Thomson, amerykański kompozytor i krytyk muzyczny (zm. 1989)
- 28 listopada – Józef Koffler, polski kompozytor muzyki poważnej (zm. prawdopodobnie 1944)
- 3 grudnia – Bolesław Szabelski, polski kompozytor, organista i pedagog (zm. 1979)
- 10 grudnia – Maria Modrakowska, polska śpiewaczka i pedagog (zm. 1965)
- 13 grudnia – Jenő Ádám, węgierski kompozytor, dyrygent i pedagog muzyczny (zm. 1982)
- 28 grudnia – Roger Sessions, amerykański kompozytor i pedagog (zm. 1985)
- 29 grudnia – Oswald Kabasta, austriacki dyrygent (zm. 1946)

## Zmarli
- 11 stycznia – Wincenty Wacław Richling-Bartoszewski, polski organista i kompozytor pochodzenia czeskiego (ur. 1841)
- 12 lutego
  - Ambroise Thomas, francuski kompozytor (ur. 1811)
  - Władysław Wszelaczyński, polski pianista, kompozytor i pedagog (ur. 1847)
- 16 marca – Petro Niszczynski, ukraiński hellenista, kompozytor i tłumacz (ur. 1832)
- 1 kwietnia – Pawlos Karrer, grecki kompozytor (ur. 1829)
- 12 kwietnia – Alexander Ritter, niemiecki kompozytor (ur. 1833)
- 30 kwietnia – Antonio Cagnoni, włoski kompozytor (ur. 1828)
- 4 maja – Józef Sikorski, polski muzyk, krytyk muzyczny, autor Wspomnienia Szopena, edytor i autor wielu publikacji muzycznych (ur. 1813)
- 20 maja – Clara Schumann, niemiecka pianistka i kompozytorka romantyczna; żona Roberta Schumanna (ur. 1819)
- 23 czerwca – Hubert Ferdinand Kufferath, niemiecki kompozytor, skrzypek i pianista (ur. 1818)
- 31 lipca lub 1 sierpnia – Władysław Miller, polski śpiewak operowy (bas) (ur. 1830)
- 16 września – Antônio Carlos Gomes, brazylijski kompozytor operowy (ur. 1836)
- 22 września – Katharina Klafsky, węgierska śpiewaczka operowa (sopran) (ur. 1855)
- 23 września
  - Gilbert Duprez, francuski śpiewak (tenor), kompozytor i pedagog muzyczny (ur. 1806)
  - Mieczysław Kamiński, polski śpiewak operowy (tenor), reżyser, dyrektor teatru, komediopisarz (ur. 1835 lub 1837)
- 11 października – Anton Bruckner, austriacki kompozytor i organista, neoromantyk, przedstawiciel klasycznego romantyzmu (ur. 1824)
- 22 listopada
  - Italo Campanini, włoski śpiewak operowy (tenor) (ur. 1845)
  - Leopold Leon Lewandowski, polski kompozytor muzyki ludowej i tanecznej o popularności europejskiej, skrzypek (ur. 1831)
- 13 grudnia – Wilhelm Joseph von Wasielewski, niemiecki skrzypek, dyrygent i pedagog (ur. 1822)
- 17 grudnia – Stefan Krzyszkowski, polski kompozytor, nauczyciel muzyki, publicysta i krytyk muzyczny (ur. 1842)
- 21 grudnia – Emma Schürer, polska śpiewaczka operowa i operetkowa (sopran) (ur. 1853)